# 2009 no Brasil
Esta é uma cronologia dos fatos acontecimentos de ano 2009 no Brasil.

## Incumbentes
- Presidente: Luiz Inácio Lula da Silva (2003 - 2011)
- Vice-Presidente: José Alencar Gomes da Silva (2003 - 2011)

## Eventos
- 1 de janeiro: Entra em vigor o Acordo Ortográfico da Língua Portuguesa de 1990 no país.[1]
- 2 de fevereiro: José Sarney é eleito presidente do Senado Federal por 49 votos contra 32 do senador Tião Viana, do PT.[2]
- 24 de fevereiro: Mocidade Alegre conquista o título do Carnaval de São Paulo pela sétima vez.
- 25 de fevereiro: Acadêmicos do Salgueiro conquista o título do Carnaval do Rio de Janeiro pela nona vez, quebrando um jejum de 16 anos sem vencer.[3]
- 4 de março: Fernando Collor de Mello é eleito presidente da Comissão de Infraestrutura do Senado.[4]
- 26 de março: A Polícia Federal do Brasil prende a dona da loja de luxo Daslu, Eliana Tranchesi, suspeita de cometer crime financeiro, em São Paulo.[5] Ela é solta no dia seguinte.[6]
- 7 de abril: O projeto de Lei antifumo de São Paulo é aprovado por 69 a favor e 18 contra pela Assembleia Legislativa de São Paulo.[7]
- 7 de maio: A Lei Antifumo do Estado é sancionada pelo governador de São Paulo, José Serra.[8]
- 8 de maio: O primeiro caso da pandemia de gripe A transmitida no país é confirmado pelo ministro da Saúde, José Gomes Temporão.[9]
- 12 de maio: Os três quadros roubados de Cândido Portinari, Tarsila do Amaral e Orlando Teruz são encontrados abandonados na Zona Oeste de São Paulo.[10]
- 8 de junho: Grupo Pão de Açúcar anuncia a compra da rede varejista Ponto Frio.[11]
- 28 de junho: A primeira morte causada por Pandemia de gripe A é confirmada pelo Ministério da Saúde.[12]
- 2 de outubro: O Rio de Janeiro é escolhido como sede dos XXXVI Jogos Olímpicos de Verão pelo Comitê Olímpico Internacional em Copenhague, Dinamarca.[13]
- 10 de novembro: Um apagão causado pela falha de três linhas de transmissão provenientes da Usina Hidrelétrica de Itaipu atinge 18 estados brasileiros.[14]

## Esportes
- 28 de junho: Brasil conquista o título do Copa das Confederações pela terceira vez ao vencer a final contra a Estados Unidos de virada por 3-2 no Ellis Park, em Joanesburgo, África do Sul.[15]
- 1 de julho: Corinthians conquista o título da Copa do Brasil pela terceira vez, ao derrotar o Internacional na final com uma vitória por 2-0 no Estádio do Pacaembu e um empate por 2-2 no Estádio Beira-Rio.[16]
- 9 de julho: LDU conquista o título da Recopa Sul-Americana ao derrotar o Internacional pelos placares de 1-0 no Estádio Beira-Rio e 3-0 no Estádio Casa Blanca, em Quito.[17]
- 15 de julho: Estudiantes de La Plata conquista o título da Copa Libertadores da América no Estádio do Mineirão ao vencer o Cruzeiro por 2-1, depois do empate sem gols no Estádio Ciudad de La Plata.[18]
- 26 de julho: A Seleção Brasileira de Voleibol Masculino conquista o título da Liga Mundial vencendo a Sérvia por 3 sets a 2.
- 23 de agosto: Rubens Barrichello vence o Grande Prêmio da Europa no Circuito Urbano de Valência, na Espanha, conquistando a centésima vitória do Brasil na Fórmula 1.[19]
- 18 de outubro: Santos conquista a primeira edição da Copa Libertadores da América de Futebol Feminino ao vencer o Universidad Autónoma na final por 9-0 no Vila Belmiro.
- 13 de novembro: Vasco conquista o título do Campeonato Brasileiro da Série B ao vencer o América de Natal por 2–1 no Estádio do Maracanã pela trigésima sexta rodada da competição.[20]
- 2 de dezembro: LDU conquista o título da Copa Sul-Americana derrotando o Fluminense na final com uma vitória por 5-1 no Estádio Casa Blanca, em Quito, e uma derrota por 3-0 no Estádio do Maracanã.[21]
- 6 de dezembro: Flamengo conquista o título do Campeonato Brasileiro, quebrando um jejum de 17 anos, após vencer o Grêmio por 2-1 na trigésima oitava e última rodada da competição.[22]

## Mortes
- 12 de janeiro: Friaça, futebolista (n. 1924).
- 20 de fevereiro: Sérgio Naya, político e empresário (n. 1942).
- 17 de março: Clodovil Hernandes, estilista, apresentador e político (n. 1937).
- 5 de abril: Giulite Coutinho, dirigente esportivo (n. 1921).
- 22 de maio: Zé Rodrix, cantor e compositor (n. 1947).
- 30 de agosto: Doalcei Camargo, radialista (n. 1930).
- 20 de novembro: Celso Pitta, político (n. 1946).
- 20 de novembro: Herbert Richers, produtor e empresário (n. 1923).
- 2 de dezembro: Lombardi, locutor. (n. 1940).
- 3 de dezembro: Leila Lopes, atriz. (n. 1959).
- 9 de dezembro: Luiz Carlos Alborghetti, apresentador e político. (n. 1945).